# 기모토 야스키
기모토 야스키(일본어: 木本 恭生, 1993년 8월 6일 ~ )는 일본의 축구 선수이다. 현재 J1리그의 FC 도쿄에서 뛰고 있다.

## 구단 경력
그는 2016년부터 J리그의 세레소 오사카, 나고야 그램퍼스, FC 도쿄에서 뛰었다.